# Maud Kamatenesi Mugisha
Maud Kamatenesi Mugisha, a veces escrito Maud Kamatenesi-Mugisha  (Distrito de Sheema, Uganda Occidental, 1969) es una científica ugandesa especialista en historia natural y administradora académica. Es la vicecancillera de la Universidad Bishop Stuart.

## Trayectoria
Maud estudió primero en la Nganwa High School  (1984-1988) y en 1985 en la Mary Hill Secondary School en Mbarara. En 1993 fue admitida en la Universidad Makerere donde estudió botánica y zoología, graduándose con un bachelor de ciencia. Realizó una maestría en educación, otra en ciencia ambiental y en administración de Recursos Naturales; y posteriormente un doctorado de filosofía en etnobotánica médica y etnofarmacología en la misma universidad.
En 1996, tras finalizar sus exámenes finales en botánica y en zoología en Makerere, fue reclutada como asistente enseñante en la Facultad de Ciencia en Makerere. De 1998 a 2000, fue conferenciante y directora de Departamento, del Instituto de Entrenamiento de Pesquerías en Entebbe. Posteriormente, se desempeñaría como Jefa de Educación y Administración de Extensión de Pesca en el Instituto de Formación de Pesca, Entebbe. 
De 2010 a 2011 fue vicedecana, adjunta de Investigación y Estudios de Posgrado, en la Facultad de Ciencia, en la Universidad Makerere y de febrero de 2011 a mayo de 2014, decana de la Escuela de Biociencias, College de Ciencias Naturales en la Universidad Makerere. El 2 de mayo de 2014, la Dra. Maud Kamatenesi Mugisha fue nombrada vicecanciller de la Universidad Bishop Stuart, una posición que actualmente mantiene.
Ha publicado 30 publicaciones científicas. Es casada y es madre de cuatro niños. 